# St. Andreas (Langelsheim)

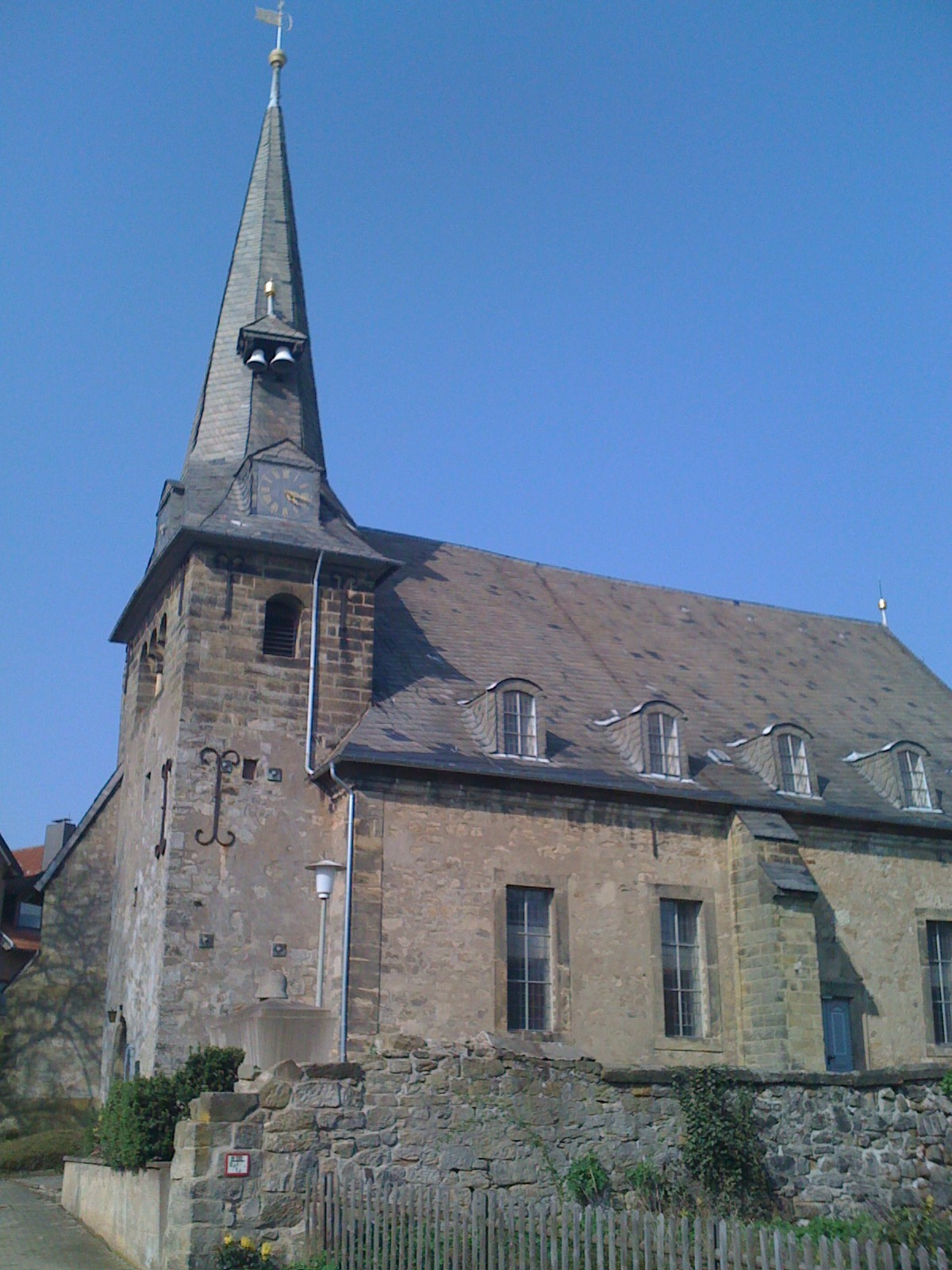
St.-Andreas-Kirche in Langelsheim von Süden

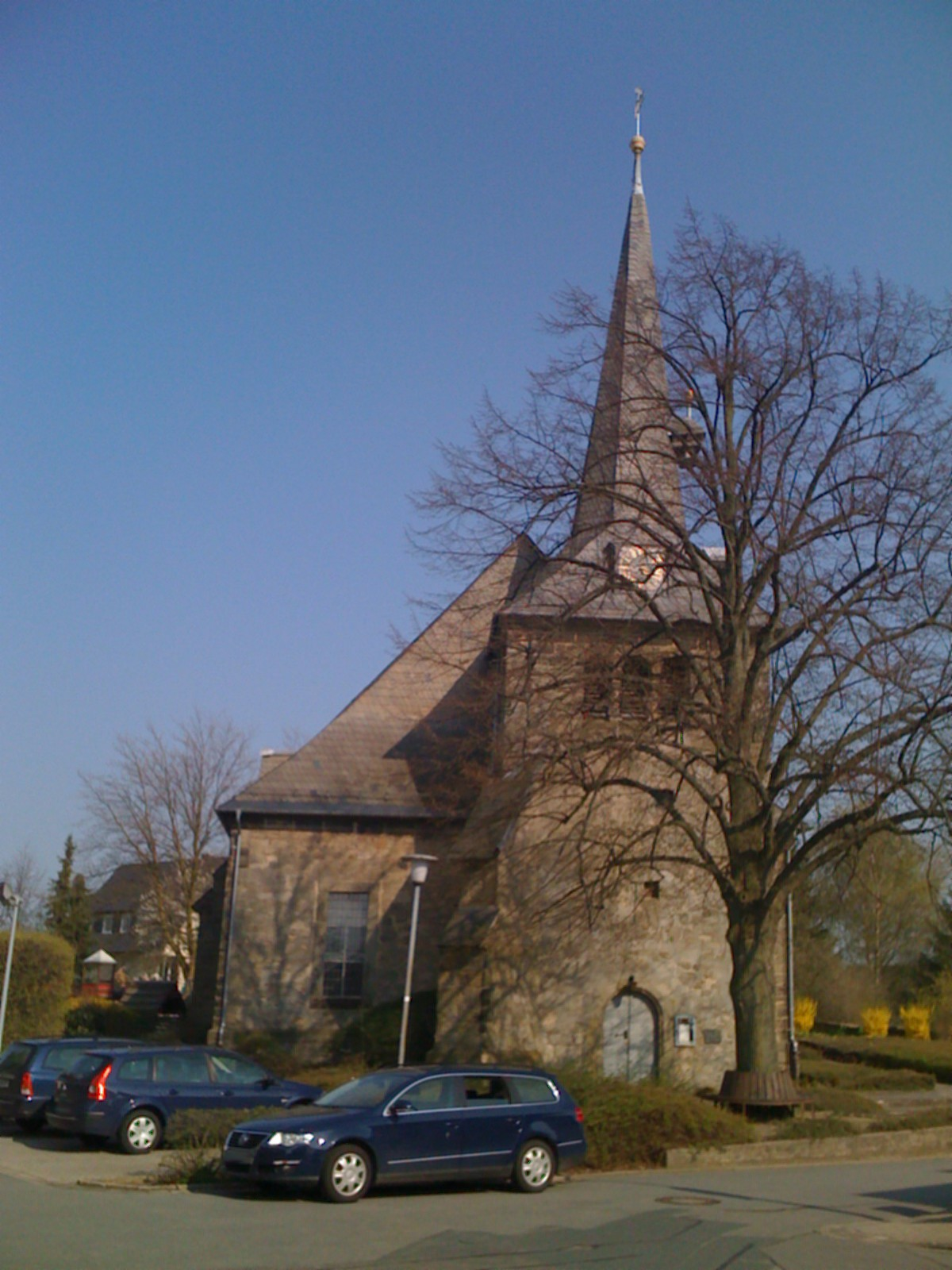
St.-Andreas-Kirche in Langelsheim, mit romanischem Westturm

Die St.-Andreas-Kirche steht in der Stadt Langelsheim am Nordrand des Harzes. Es wird vermutet, dass die Geschichte der Kirche bis in die Zeit Karls des Großen zurückreicht. Die frühesten schriftlichen Nachweise für die Existenz einer Kirche liegen aus dem 13. Jahrhundert vor. Der Turm der Kirche wurde jedenfalls in romanischer Zeit errichtet. Das heutige Kirchenschiff ersetzte einen kleineren Vorgängerbau und wurde 1755 geweiht. Die mit dem Neubau verbundene Erweiterung des Gebäudes erfolgte nach Norden und Osten. Dadurch steht der Turm nicht mehr in der Mitte der Westwand.
Der bemerkenswerte barocke Schnitz-Altar der Kirche wurde 1680 aufgestellt und stammt von dem Goslarer Meister Jobst Heinrich Lessen, gestaltet nach dem Vorbild des Altars der Frankenberger Kirche in Goslar vom selben Künstler. Nach der Erweiterung des Kirchenschiffes und der Dacheinwölbung wurde dem Altar eine dritte Etage hinzugefügt und ein Kanzelkorb in den Altar eingebaut. An die Stelle der 1693 von Andreas Schweimb erbauten Orgel trat 1761 eine größere von Johann Christoph Hüsemann, deren Gehäuse erhalten ist, deren Werk aber mehrfach durch Neubauten ersetzt wurde. In der Kirche befinden sich einige Grabplatten aus dem 17. Jahrhundert.
St. Andreas ist der Schutzpatron der Fischer. Möglicherweise geht die Wahl dieses Patroziniums auf die vermutlich im Mittelalter an der Innerste tätigen Fischer zurück.
Vor der Kirche befindet sich ein Kriegerdenkmal für die 166 im Ersten Weltkrieg gefallenen Langelsheimer.
Die Kirche gehört zur Propstei Gandersheim-Seesen der Evangelisch-lutherischen Landeskirche in Braunschweig.